# 다비드 로페스 실바
다비드 로페스 실바(스페인어: David López Silva, 1989년 10월 9일 ~)는 현재 스페인 축구팀 지로나 FC에서 수비형 미드필더로 뛰는 스페인의 축구 선수이다.

## 클럽 경력

### 에스파뇰
카탈루냐 지방의 바르셀로나에서 태어난, 로페스는 지역 클럽 에스파뇰에서 유소년 생활을 마쳤으며, 2008–09 시즌 테르세라 디비시온에서 리저브 선수로서 성인 무대 데뷔를 하였다. 2009년 8월에 그는 세군다 디비시온 B의 테라사로 임대되어 주선 선수가 되었지만, 팀은 강등의 아픔을 겪었다.
2010년 6월, 에스파뇰로 복귀한 로페스는 1군 선수단에 포함되어, 오사수나를 1-0으로 이기던 9월 26일에 후반 교체 선수로 출전하며 라 리가 데뷔전을 치렀다. 하지만 그는 계속해서 B팀에 정기적으로 더 많이 출전을 했다.
2011년 8월 11일, 그는 3부 리그의 레가네스로 임대되었다. 1년 뒤에 그는 세군다 디비시온의 우에스카로 다시 임대를 통해 입단했다.
2013년 6월 16일, 로페스는 바이백이 달린 옵션이 지닌 재계약을 한후에 에스파뇰로 복귀했다. 그는 발렌시아를 홈에서 성공적으로 3-1로 이긴 경기가 열린 8월 24일에 1부 리그 첫 골을 넣었다.

### 나폴리
2014년 8월 31일, 나폴리는 로페스와 5년 계약을 맺었다.
2015년 5월 8일 어버이날, 드니프로와의 챔피언스 준결승전에서 선제골을 넣었다.